# Carmen Sobejano
Carmen Pescador (13 de desembre de 1884 – 12 de juny de 1933), més coneguda com a Carmen Sobejano, va ser una actriu i ballarina andalusa, una de les «reines del tango flamenco». Es casà amb l'actor i director teatral Casimiro Ortas. Va morir el 12 de juny de 1933, de filariosi limfàtica.